# North American XB-70 Valkyrie
North American XB-70 Valkyrie var et supersonisk strategisk bombeflyprojekt udviklet af North American Aviation Inc.. Flyet, som kunne flyve over tre gange lydens hastighed, blev udviklet med henblik på at erstatte Boeing B-52 Stratofortress, men blev droppet på grund af nedskæringer i forsvarsbudgettet.
Der blev kun fremstillet to fly. Det første havde sin jomfruflyvning den 21. september 1964, mens det andet var på vingerne første gang 17. juli 1965. Begge fløj en række testflyvninger i slutningen af 1960'erne. Det andet fly gik tabt i en kollision med et følgefly under en foto-seance i 1966, mens det første fortsatte at flyve testflyvninger frem til 4. februar 1969, da det blev trukket ud af tjeneste. Dette fly er i dag opbevaret på National Museum of the United States Air Force i Dayton, Ohio.
XB-70 skulle, i følge planerne, eskorteres af det supersoniske jagerfly North American XF-108 Rapier som blev udviklet parallelt med bombeflyet. For at spare på omkostningerne blev mange af delene i de to fly, deriblandt motorerne, derfor udviklet for at passe til begge fly.
Mange af data som blev indhentet ved testflyvningerne af XB-70 flyene blev benyttet i det amerikanske SST (Super Sonic Transport) program.

## Tekniske specifikationer
- 6 × General Electric YJ-93-GE-3 turbojetmotorer med hver en kraft på 30.000 lb.
- Vingespænd : 32,00 m
- Længde : 56,38 m
- Tophastighed : 3.186 km/t
- Maks. højde : 24.400 m